# Кезон Сити
Кезон Сити (таг. Lungsod ng Quezon, енгл. Quezon City) највећи је град на Филипинима. Припада округу Метро Маниле на главном острву Лузон, веома близу главног града Маниле.
Град је добио име по бившем председнику Филипина Мануелу Кезону. Основан је 12. октобра 1939. године, са намером да замени Манилу као главни град. Кезон Сити је био престоница Филипина у периоду од 1948—1976. године.
У Кезон Ситију данас живе више класе главног града.

## Географија

### Клима
Средња годишња температура у Кезон Ситију је 27,8 °C, просечна јануарска је 27 °C, а јулска 28,3 °C. Годишња количина падавина је 2167 mm.

## Становништво
| 1939.  | 1948.   | 1960.   | 1970.   | 1975.   | 1980.     | 1990.     | 1995.     | 2000.     | 2007.     | 2010.     | 2015.     |
| ------ | ------- | ------- | ------- | ------- | --------- | --------- | --------- | --------- | --------- | --------- | --------- |
| 39.013 | 107.977 | 397.990 | 754.452 | 956.864 | 1.165.865 | 1.669.776 | 1.989.419 | 2.173.831 | 2.679.450 | 2.761.720 | 2.936.116 |

## Партнерски градови
- Тајпеј
- Дејли Сити
- Чиба
- Шенјанг